# Raivuna patruelis
Raivuna patruelis är en insektsart som först beskrevs av Stsl 1859.  Raivuna patruelis ingår i släktet Raivuna och familjen Dictyopharidae. Inga underarter finns listade i Catalogue of Life.